# قائمة حلقات مستر بين

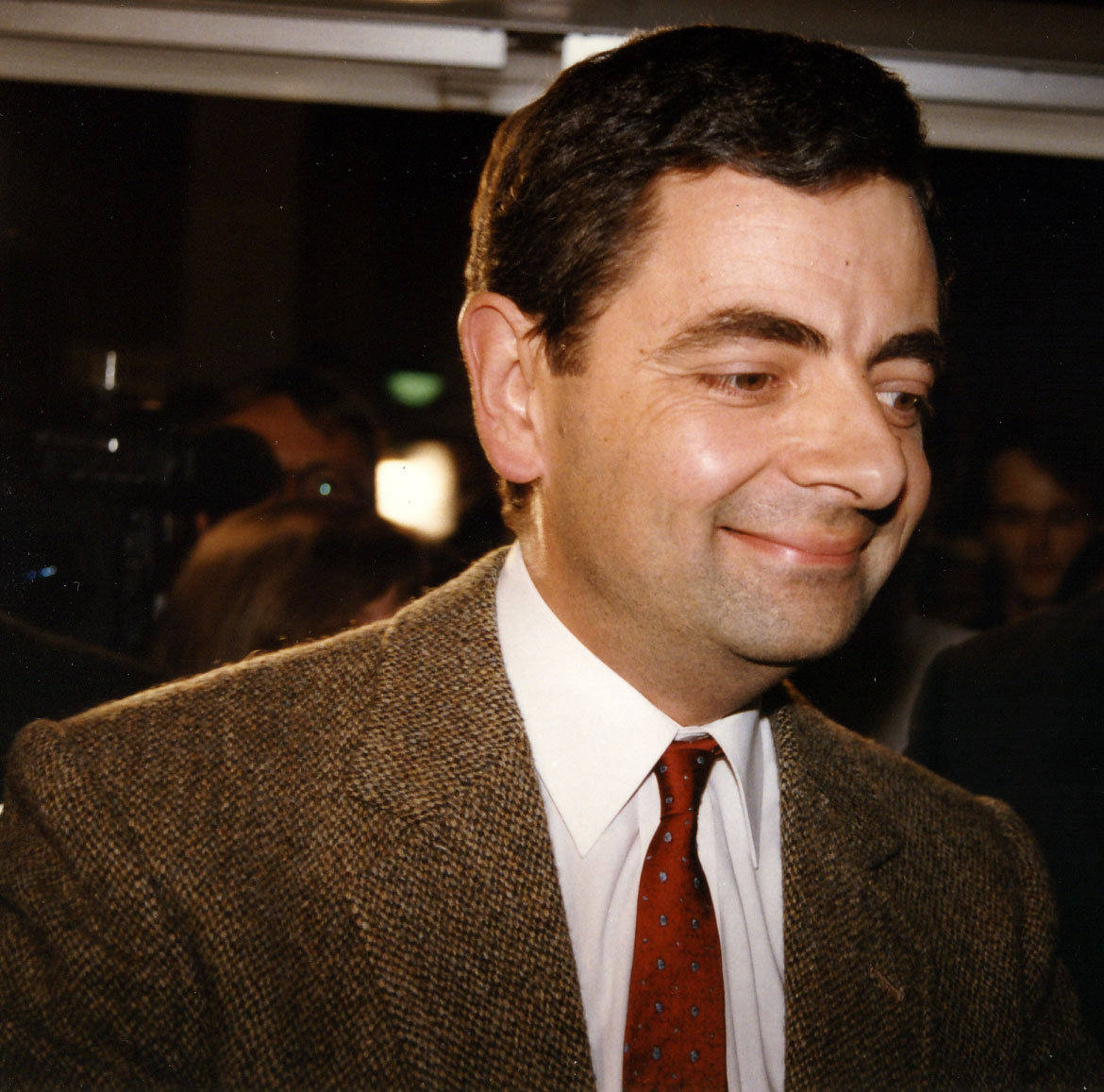
روان أتكينسون

هذه قائمة حلقات مسلسل مستر بين، المُسلسل البريطاني الكوميدي الشهير، من بطولة روان أتكينسون الذي بدأ عرضه في 1 يناير 1990 إلى غاية 15 ديسمبر 1995. يتكون المسلسل فقط من 15 حلقة.

## قائمة الحلقات
| # | العنوان                         | الإخراج                 | الكتابة                                                   | العرض الأصلي   |
| --- | ------------------------------- | ----------------------- | --------------------------------------------------------- | -------------- |
| 1 | «مستر بين»                      | جون هوارد دافيز         | بين إيلتون، ريتشارد كورتيس، وروان أتكينسون                | 1 يناير 1990   |
| يحضر مستر بين امتحاناً للرياضيات في الجامعة، ويحاول الغش من الطالب الذي يجلس بجانبه تحت مراقبة الأستاذ. بعد الامتحان، يقوم مستر بين بزيارة الشاطئ. بعد ذلك، يذهب مستر بين إلى الكنيسة ويحاول البقاء مُستيقظاً ويقوم بإزعاج الرجل الذي بجانبه. |                                 |                         |                                                           |                |
| 2 | «عودة مستر بين»                 | جون هوارد دافيز         | ريتشارد كورتيس، روبين دريسكول، وروان أتكينسون             | 5 نوفمبر 1990  |
| يذهب مستر بين فيجد أحد عازفي الطرقات فيحاول بطريقة ظريفة جمع المال من أجل الدفع له، ثم يزور المتجر بعد ذلك، ويحاول استعادة بطاقة الائتمان من أحد الأشخاص بعد أن أخذها عن طريق الخطأ، بعد ذلك، يزور المطعم ويُقدَم له طبق غير مرغوب فيه، ويحاول بطرق غريبة التخلص من الطعام. فيما بعد، يصطف مستر بين مع عدد من الأشخاص لاستقبال الملكة إليزابيث الثانية ويُحدث الفوضى هناك.                                                                                                |                                 |                         |                                                           |                |
| 3 | «لعنة مستر بين»                 | جون هوارد دافيز         | ريتشارد كورتيس، روبين دريسكول، وروان أتكينسون             | 30 ديسمبر 1990 |
| يزور مستر بين حوض السباحة حيث يدرك أنه خائف من الغوص، ويحاول إيجاد وسيلة لمغادرة المنصة العالية دون الوقوع، ومن ثم يحاول الخروج بسيارته من المواقف الخارجية. بعد ذلك، يتناول شطيرته في إحدى الحدائق بجانب رجل آخر يُثير استغرابه، وفي الأخير يقوم يأخذ صديقته لمشاهدة فيلم رعب في السينما. |                                 |                         |                                                           |                |
| 4 | «مستر بين يذهب إلى المدينة»     | باول ويلاند وجون بيركين | ريتشارد كورتيس، روبين دريسكول، وروان أتكينسون             | 15 أكتوبر 1991 |
| يشتري مستر بن جهاز تلفزيون جديد، ولكنه يواجه صعوبة في إيجاد استقبال جيد. يذهب إلى كاميرته إلى الحديقة، ويطلب من أحدهم تصويره إلا أنه يهرب بعيداً فجأة، أخبر الشرطة، التي أمسكت بعدد من المشتبهين بهم، وطلبت من مستر بين معرفته، الذي عرفه بعد ضربه. بعد ذلك يفقد مستر بين حذاءه بعد أن تركه فوق إحدى السيارات ليجد نفسه يحاول البحث عنها، إلا أن عثر على حذاءه. وفي وقت لاحق، يأخذ مستر بين صورة له، ثم يذهب برفقة صديقته إلى عرض سحري، ويرقص في الملهى الليلي بعد ذلك. |                                 |                         |                                                           |                |
| 5 | «ورطة مع مستر بين»              | باول ويلاند وجون بيركين | ريتشارد كورتيس، روبين دريسكول، وروان أتكينسون             | 1 يناير 1992   |
| يستيقظ مستر بين متأخراً ليذهب إلى عيادة الأسنان في الجانب الآخر من المدينة، وهناك يتسبب مستر بين بفوضى عارمة. بعد ذلك، في الحديقة العامة يحاول مساعدة صبي في التحكم بزورق السباحة في البركة، ثم يذهب وسط الحديقة لتناول الطعام فتقوم بإزعاجه إحدى الحشرات. |                                 |                         |                                                           |                |
| 6 | «مستر بين يسافر مجددا»          | باول ويلاند وجون بيركين | ريتشارد كورتيس، روبين دريسكول، وروان أتكينسون             | 17 فبراير 1992 |
| يحاول مستر بين انقاذ رجل يعاني من نوبة قلبية عند محطات انتظار الباصات، وعند وصول الإسعاف قام بتعطيل سيارة الإسعاف من دون قصد، بعد ذلك، يحاول مستر بين نشر رسالة بريد وينتهي به المطاف بأن يُحبس داخل حاوية الرسائل، فيما بعد، يُقرر مستر بين قضاء إجازته، فيسافر عبر القطار ويعاني من إزعاج الركاب بجانبه بسبب ضحكه العالي، وفي الطائرة، يحاول مستر بين جاهداً إضحاك طفل يجلس بجانبه.                                                                                     |                                 |                         |                                                           |                |
| 7 | «ميري كريسمس مستر بين»          | جون بيركين              | ريتشارد كورتيس، روبين دريسكول، وروان أتكينسون             | 29 ديسمبر 1992 |
| في رأس السنة، يذهب مستر بين إلى احتفالات ويقوم بالتسكع في إحدى المتاجر، بعد ذلك يقوم مستر بين بحضور عزف عسكري، ثم يعود إلى منزله ويستقبل الهدايا له ولدميته تيدي، ثم في النهاية يقوم بدعوة صديقته للاحتفال لكنها غضبت منها لإن هديته لم تكن كما ترغب. |                                 |                         |                                                           |                |
| 8 | «مستر بين في غرفة 426»          | باول ويلاند             | روبين دريسكول وروان أتكينسون                              | 17 فبراير 1993 |
| يذهب مستر بين في عطلة نهاية الأسبوع إلى أحد الفنادق، يقوم بكسر الجدار من أجل الاستحمام في دورة المياه، وفي مطعم الفندق، هناك يحاول التنافس مع جاره في تناول المحار، إلا أنه يكتشف أنه فاسد، وبعد ساعات، يحاول النوم ولكن إزعاج الموسيقى يمنعه، فيخرج عارياً من أجل إيقافها ولكنه يكتشف أن الباب مغلق، وتبدأ محاولاته في الخروج من هذه الورطة. |                                 |                         |                                                           |                |
| 9 | «افعلها بنفسك مستر بين»         | جون بيركين              | روبين دريسكول وروان أتكينسون                              | 10 يناير 1994  |
| في نهاية 1993، يستعد مستر بين لاستقبال ضيوفه في شقته والاحتفال سوية، ويكتشف أن هناك ضوضاء ومرح في الشقة المجاورة، في صباح اليوم التالي يقوم بين بتغيير معالم شقته وطلاءها وذلك عن طريق انفجار كبير للطلاء. |                                 |                         |                                                           |                |
| 10 | «راقب الطفل مستر بين»           | باول ويلاند             | روبين دريسكول وروان أتكينسون                              | 25 أبريل 1994  |
| بينما يزور مستر بين منطقة ساوث سي تتعلق عربة طفل بسيارته عن طريق الخطأ، وعندما وصل إلى مدينة الملاهي، يكتشف مستر بين الطفل الموجود في العربة ويثير استغرابه، بعد ذلك تبدأ مغامرات الاحتفاظ به في مدينة الألعاب قبل أن يلتم شمله مع والدته أخيراً. |                                 |                         |                                                           |                |
| 11 | «العودة إلى المدرسة مستر بين»   | جون بيركين              | روبين دريسكول وروان أتكينسون                              | 26 أكتوبر 1994 |
| يذهب مستر بين إلى يوم مفتوح في إحدى المدارس، يتسبب بالفوضى في جميع الأقسام التي يزورها، مثل مختبر الكيمياء وغرفة الرسم. ومن ثم يعود فيجد سيارته ميني كوبر قد تحطمت بعد عرض عسكري. |                                 |                         |                                                           |                |
| 12 | «انطلق مستر بين»                | جون بيركين              | روبين دريسكول وروان أتكينسون                              | 20 سبتمبر 1995 |
| يذهب مستر بين إلى محل الغسيل، فيتسبب بفوضى هناك. ثم يذهب إلى ملاعب الغولف ويسدد الكرة بعيداً ليلحقها ويحاول استعادتها بعد أحداث عصيبة قبل أن يعود إلى نفس المكان بعد ساعات. |                                 |                         |                                                           |                |
| 13 | «تصبح على خير مستر بين»         | جون بيركين              | روبين دريسكول وروان أتكينسون                              | 31 أكتوبر 1995 |
| يحاول مستر بين إيجاد طريقة لتخطي دور أرقام المرضى في المستشفى. وفي وقت لاحق، يحاول التقاط صورة مع حارس الملكة، ويسعى بتغيير مظهره بشكلٍ هزلي. وفي نهاية اليوم يحاول مستر إيجاد علاج للأرق بطرق غريبة. |                                 |                         |                                                           |                |
| 14 | «حلاقة بواسطة مستر بين في لندن» | جون بيركين              | روبين دريسكول وروان أتكينسون                              | 15 نوفمبر 1995 |
| يتورط مستر بين في تقمصه لدور الحلاق الذي يقوم بحلاقة شعر الزبائن، ويقوم بحلاقة ثلاثة أشخاص في ظل غياب الحلاق الأصلي، بعد ذلك يذهب مستر بين برفقة دميته تيدي إلى عروض الألعاب ويُشرك تيدي في مهرجان الكلاب. وفي وقت لاحق، يفقد مستر بين تذاكر القطار ويحاول أن يتسلل إلى القطار من غير أن يلفت أنظار الحراس، تفشل جهوده في النهاية ويركب قطار يؤدي إلى موسكو. |                                 |                         |                                                           |                |
| 15 | «أفضل أجزاء مستر بين»           | جون هوارد دافيز         | روان أتكينسون، ريتشارد كورتيس، روبين دريسكول، وبين إيلتون | 15 ديسمبر 1995 |
| تُمطر السماء، فيذهب مستر بين برفقة تيدي إلى السندرة أو العلية ليبحث عن مظلة، فيجد أشياء قديمة ويبدأ باسترجاع ذكريات أحداث الحلقات السابقة. |                                 |                         |                                                           |                |

## روابط خارجية
- قائمة الحلقات على TV.com